# Rue de la Poule
La rue de la Poule est une rue ancienne du centre de la ville de Liège (Belgique) située dans le sous-quartier de Féronstrée et Hors-Château.

## Toponymie
Historiquement, cette voirie qui remonte sans doute au moins au XIVe siècle s'appelait rue de la Grasse Poule, du nom d'une enseigne d'un commerce ou d'une taverne de la rue. En 1863, la ville de Liège a décidé de rebaptiser cette voie en rue de la Poule.

## Situation et description
Cette étroite rue pavée relie perpendiculairement Féronstrée à la rue Hors-Château. Elle rencontre l'extrémité de la rue des Brasseurs qui s'en va vers la place Saint-Barthélemy. Elle mesure environ 72 m et a la particularité d'avoir un arvô (passage voûté) non pas à une extrémité de la voirie comme c'est le cas de plusieurs rues du quartier (par exemple, les impasses du quartier Hors-Château) mais presque en son centre. Jusque dans les années 1980, la rue portait bien son nom : quelques dames de petite vertu y avaient élu domicile.

## Architecture
Quatre immeubles de la rue sont repris à l'inventaire du patrimoine culturel immobilier de la Wallonie. Ils se situent aux nos 8, 14, 16 et 18. Ces trois derniers immeubles contigus ont été bâtis au cours du XVIIIe siècle. Il s'agit de petites maisons en pierres de taille et en briques. Quelques colombages sont visibles au no 18.

## Voiries adjacentes
- Féronstrée
- Rue des Brasseurs
- Rue Hors-Château

### Source et lien externe
- Claude Warzée, « L’îlot Saint-Georges », sur Histoires de Liège, 24 janvier 2017 (consulté le 7 août 2023)